# العلاقات الدنماركية السعودية
العلاقات الدنماركية السعودية هي تلك التي تجمع بين المملكة العربية السعودية ومملكة الدنمارك وقد بدأت في عام 1975م، واستمرت العلاقات على نهج ثابت يرعى المصالح المشتركة ويدعم أواصر الصداقة بين الشعبين.

## العلاقات الاقتصادية
وصل حجم الاستثمارات الاجنبية المباشرة للمملكة في الداخل لعام 2016م حوالي 502,231 مليون دولار بينما الاستثمار الأجنبي المباشر للخارج 80,424 مليون دولار، وتشير النسب التقديرية أيضاً أن الاستثمار الأجنبي المباشر للداخل لمملكة الدنمارك وصل حوالي 97,876 مليون دولار، وللخارج 178,766 مليون دولار لذات العام.
وتشير الأرقام أن حجم التبادل التجاري بين البلدين لعام 2017م سجل عجزاً في الميزان التجاري بقيمة 2,642 مليون ريال سعودي، حيث أن قيمة الواردات وصلت إلى 2,810 مليون ريال، والصادرات حوالي 167 مليون ريال سعودي.

### ومن أبرز السلع التي تم استيرادها من الدنمارك هي
- ألبان وبيض ومنتجات حيوانية للأكل.
- منتجات الصيدلة.
- آلات وأدوات آلية وأجزاؤها.
- منتجات كيماوية منوعة.

### بينما تم تصدير المنتجات التالية للدنمارك
- منتجات معدنية.
- لدائن ومصنوعاتها.
- ألياف تركيبية غير مستمرة.
- شعيرات تركيبية أو اصطناعية.
- محضرات أساسها الحبوب أو الدقيق.[2]

## اللجان المشتركة بين البلدين
مجلس الأعمال السعودي الدنماركي.

## الزيارات المتبادلة
1984م: زارت الملكة مارجريت الثانية المملكة العربية السعودية.
2001م: قام الدكتور عبد الله آل الشيخ وزير العدل نيابة عن الأمير عبد العزيز بن فهد بن عبد العزيز بالمشاركة في ملتقى خادم الحرمين الشريفين الذي انعقد في الفترة ما بين 7-9 سبتمبر، بمدينة كوبنهاجن بالتعاون مع الرابطة الإسلامية في الدنمارك.
2003 م: زار الأمير يواكيم المملكة لترأس وفد ضم وزيرة الزراعة السيدة ماريان فيشر.
2004 م: زار الدكتور فهد عبدالرحمن بالغنيم، وزير الزراعة مملكة الدنمارك تلبيةً لدعوة رسمية وجهت له من وزيرة الزراعة السيدة /ماريان فيشر.
2004م: زار وفد من لجنة الشؤون الخارجية بمجلس الشورى برئاسة الدكتور صالح العمير مملكة الدنمارك.
2007م: زار وفد من مجلس الغرف السعودية الدنمارك لإجراء مباحثات حول مجالات التعاون التجاري بين البلدين.
2008م: فقد التقى الدكتور نزار مدني بن عبيد مدني، وزير الدولة للشؤون الخارجية بالسكرتير الدائم لوزارة الخارجية الدنماركية خلال زيارته للسعودية.
2009م (25 محرم 1430 هــ): قامت وزيرة البيئة والمناخ (السابقة) كوني هيدجر، بزيارة للمملكة التقت فيها الرئيس العام للأرصاد وحماية البيئة.وخلال شهر ديسمبر من العام نفسه قام الأمير نواف بن فيصل بن عبدالعزيز الرئيس العام لرعاية الشباب آنذاك (الهيئة العامة للرياضة حاليًا) بزيارة للعاصمة كوبنهاجن للمشاركة في اجتماعات اللجنة الأولمبية.
2010م: زار الأمير فريدريك ولي العهد في مملكة الدنمارك، المملكة وكان بصحبته وفد من رجال الأعمال الدنماركيين.
وفي العام ذاته زار الدكتور نزار بن عبيد مدني، وزير الدولة للشؤون الخارجية مملكة الدنمارك (خلال الفترة من 14 -15 فبراير لتلبية دعوة تلقاها من وزير الخارجية الدانماركي. كما شارك الدكتور محمد صالح بن طاهر بنتن، رئيس مؤسسة البريد السعودي في مؤتمر البريد الدولي والبريد السريع الأوروبي الذي أقيم في الدنمارك، خلال الفترة من 15-17 يونيو.
2013 م: زارت وزيرة التجارة والاستثمار بيا أولسن ديار المملكة العربية السعودية تحديداً في 28 أبريل.